# Herb powiatu monieckiego
Herb powiatu monieckiego – jeden z symboli powiatu monieckiego, autorstwa ks. Pawła Dudzińskiego, ustanowiony 11 listopada 2011.

## Wygląd i symbolika
Herb przedstawia na tarczy czerwonej dwudzielnej w słup w polu prawym orła srebrnego ze złotym dziobem i szponami, a w polu lewym łosia wspiętego srebrnego ze złotym porożem i kopytami. Jest to nawiązanie do historycznego położenia ziem powiatu na pograniczu Mazowsza i Podlasia.